# Eschweilera collina
Eschweilera collina là một loài thực vật có hoa trong họ Lecythidaceae. Loài này được Eyma mô tả khoa học đầu tiên năm 1932.